# تشغارمن غلامحسين (قلعة خواجة)
تشغارمن غلامحسين (بالفارسية: چگارمان غلامحسین) هي منطقة سكنية تقع في إيران في قسم قلعة خواجة الريفي. يقدر عدد سكانها بـ 167 نسمة بحسب إحصاء 2016.